# 박종헌
박종헌(朴鍾憲, 1954년 2월 14일 ~ )은 대한민국의 공군 군인이며, 제32대 공군참모총장을 역임하였다.

## 학력
- 경북고등학교 졸업
- 공군사관학교 24기
- 육군방공포병학교 위탁교육반 졸업
- 공군방공포병학교 졸업
- 국방대학교 행정학사
- 동국대학교 행정대학원 안보행정학과 행정학 석사

## 진급
- 1976년 : 공군 소위 임관
- 2002년 : 공군 준장 진급
- 2004년 : 공군 소장 진급
- 2008년 : 공군 중장 진급
- 2010년 : 공군 대장 진급

## 경력
- 2000년 ~ 2002년 : 공군본부 정보작전참모부 작전처장
- 2002년 ~ 2003년 : 공군교육사령부 기본군사훈련단장
- 2003년 ~ 2004년 : 공군 제20전투비행단장
- 2004년 ~ 2005년 : 합참 인사군수본부 인사부장
- 2005년 ~ 2007년 : 공군본부 전력기획참모부장
- 2007년 : 공군사관학교장
- 2007년 ~ 2008년 : 국방대학교 부총장
- 2008년 ~ 2010년 : 공군교육사령관
- 2010년 ~ 2012년 : 공군참모총장
- 2016년 4월 ~ 2017년 7월 : 더불어민주당 국방안보행정특보위원
- 2017년 5월 ~ 2017년 7월 : 문재인 후보 싱크탱크 정책공간 국민성장 일원

## 수상
- 1983년 : 화랑무공훈장
- 1996년 : 대통령 공로표창
- 2006년 : 보국훈장 천수장
- 2012년 : 보국훈장 통일장

## 기타
- 대한민국 공군의 첫 F-16 조종사로서 참모총장을 역임하였다.
- 1983년 북한 공군사단 소속 이웅평 상위의 귀순 당시 소령 신분으로 출격, 귀순을 유도하였다. 이 공로로 화랑무공훈장을 수여받았다.